# Antonio Pellegrini
Pour les articles homonymes, voir Pellegrini.
Antonio Pellegrini, né le 11 août 1812 à Rome, mort le 2 novembre 1887 à Rome, est un cardinal italien du XIXe siècle.

## Biographie
Antonio Pellegrini exerce diverses fonctions au sein de la curie romaine, notamment auprès de la chambre apostolique. Le pape Pie IX le crée cardinal lors du consistoire du 28 décembre 1877. Le cardinal Pellegrin participe au conclave de 1878, lors duquel Léon XIII est élu.

## Sources
- Fiche sur le site fiu.edu